# Stazione meteorologica di Pescasseroli
La stazione meteorologica di Pescasseroli è la stazione meteorologica di riferimento relativa alla località di Pescasseroli.

## Coordinate geografiche
La stazione meteorologica si trova nell'area climatica dell'Italia centrale, in cui è compreso l'intero territorio regionale dell'Abruzzo, in provincia dell'Aquila, nel comune di Pescasseroli, a 1.150 metri s.l.m. e alle coordinate geografiche 41°48′N 13°47′E.

## Dati climatologici
In base alla media trentennale di riferimento 1961-1990, la temperatura media del mese più freddo, gennaio, si attesta a -1,0 °C; quella del mese più caldo, agosto, è di +16,5 °C .
| Pescasseroli       | Mesi | Mesi | Mesi | Mesi | Mesi | Mesi | Mesi | Mesi | Mesi | Mesi | Mesi | Mesi | Stagioni | Stagioni | Stagioni | Stagioni | Anno |
| Pescasseroli       | Gen  | Feb  | Mar  | Apr  | Mag  | Giu  | Lug  | Ago  | Set  | Ott  | Nov  | Dic  | Inv      | Pri      | Est      | Aut      | Anno |
| ------------------ | ---- | ---- | ---- | ---- | ---- | ---- | ---- | ---- | ---- | ---- | ---- | ---- | -------- | -------- | -------- | -------- | ---- |
| T. max. media (°C) | 4,0  | 5,6  | 8,4  | 12,2 | 16,9 | 21,2 | 24,4 | 24,8 | 20,7 | 15,3 | 9,9  | 6,1  | 5,2      | 12,5     | 23,5     | 15,3     | 14,1 |
| T. min. media (°C) | −5,9 | −5,1 | −2,2 | 1,0  | 4,3  | 7,2  | 8,5  | 8,2  | 6,8  | 3,5  | 0,9  | −2,3 | −4,4     | 1,0      | 8,0      | 3,7      | 2,1  |